# Бейт-Ариф
Бейт-Ариф (ивр. בית עריף‎) — мошав, расположенный в центральной части Израиля, недалеко от местного совета Шохам. Административно относится к региональному совету Хевель-Модиин.

## История
Мошав был основан в 1949 году иммигрантами из Болгарии на руинах заброшенной арабской деревни Дейр-Тариф. Он первоначально назывался Ахлама (ивр. אחלמה‎), в честь одного из 12 камней в Хошене, священном нагрудном наперснике еврейского первосвященника (два других близлежащих населенных пункта, Барекет и Нофех, также были названы в честь таких камней).

## Население
По данным Центрального статистического бюро Израиля, население на начало 2020 года составляло 1 174 человека.